# Ancona Calcio 2002-2003
Questa voce raccoglie le informazioni riguardanti l'Ancona Calcio nelle competizioni ufficiali della stagione 2002-2003.

## Stagione
Con l'esperto Luigi Simoni chiamato a rilevare la panchina, i marchigiani ben figurarono nel primo turno di Coppa Italia: sconfitti in successione la rivale Ascoli e un Lecce appena retrocesso, Montervino affondava il Pescara nel derby dell'Adriatico. Un risultato a sorpresa quello della seconda manche, in cui veniva eliminato il Brescia di Roberto Baggio, prima del capolinea imposto dal Milan nell'ottavo di finale.
A regalare soddisfazioni anche il campionato, dove i biancorossi sopravanzarono in classifica le più quotate Triestina e Palermo tanto da occupare la prima posizione nel febbraio 2003: un calo primaverile non inficiava la riconquista della massima categoria, ottenuta matematicamente all'ultima giornata per effetto del quarto posto. Malgrado il traguardo raggiunto, l'allenatore di Crevalcore fu sollevato dall'incarico a fine stagione.

## Divise e sponsor
Il fornitore di materiale tecnico per la stagione 2002-2003 fu Devis, mentre lo sponsor ufficiale fu Banca Marche.
| 1ª divisa | 2ª divisa | 3ª divisa |

## Organigramma societario
Area direttiva
- Presidente: Remo Gaetti
- Consigliere delegato: Ermanno Pieroni
- Responsabile area tecnica: Pietro Tomei
- Addetto stampa e relazioni esterne: Mariolina Scoponi
- Responsabile marketing: Stefano Bosi
- Responsabile settore giovanile: Giovanni Spinelli
- General Manager: Bruno Bilo'

Area tecnica
- Allenatore: Luigi Simoni
- Allenatori in 2ª: Ferruccio Mariani e Fulvio Pea
- Preparatore dei portieri: Massimo Persico
- Allenatore Primavera: Diego Giannattasio
- Preparatore atletico: Carlo Tebi

Area sanitaria
- Medico sociale: Paolo Minciotti
- Massaggiatori: Salvatore Gnisci e Nicola Nigiotti

## Rosa
| N. |                                | Ruolo | Calciatore            |
| -- | ------------------------------ | ----- | --------------------- |
| 1  | Italia (bandiera)              | P     | Alessio Scarpi        |
| 2  | Serbia e Montenegro (bandiera) | D     | Dražen Bolić          |
| 3  | Italia (bandiera)              | D     | Maurizio Peccarisi    |
| 4  | Italia (bandiera)              | C     | Tiziano De Patre      |
| 5  | Italia (bandiera)              | D     | Massimiliano Giacobbo |
| 5  | Italia (bandiera)              | C     | Giovanni Passiglia    |
| 6  | Italia (bandiera)              | D     | Stefano Mundula       |
| 7  | Italia (bandiera)              | C     | Marco Schenardi       |
| 8  | Italia (bandiera)              | C     | Salvatore Russo       |
| 9  | Italia (bandiera)              | A     | Andrea Mussi          |
| 10 | Italia (bandiera)              | A     | Anselmo Robbiati      |
| 11 | Italia (bandiera)              | C     | Oscar Magoni          |
| 13 | Italia (bandiera)              | C     | Giampiero Maini       |
| 14 | Italia (bandiera)              | C     | Francesco Montervino  |
| 15 | Italia (bandiera)              | A     | Giovanni Pompei       |
| 15 | Senegal (bandiera)             | D     | Mohamed Sarr          |
| 17 | Italia (bandiera)              | A     | Daniele Degano        |
| 18 | Italia (bandiera)              | D     | Giacomo Dicara        |

| N. |                                | Ruolo | Calciatore           |
| -- | ------------------------------ | ----- | -------------------- |
| 19 | Italia (bandiera)              | D     | Alessio D'Imporzano  |
| 19 | Croazia (bandiera)             | A     | Igor Budan           |
| 20 | Italia (bandiera)              | A     | Mattia Graffiedi     |
| 21 | Italia (bandiera)              | C     | Massimiliano Scaglia |
| 22 | Italia (bandiera)              | P     | Marco Cerioni        |
| 23 | Italia (bandiera)              | A     | Maurizio Ganz        |
| 24 | Serbia e Montenegro (bandiera) | C     | Marko Perović        |
| 25 | Italia (bandiera)              | D     | Roberto Maltagliati  |
| 26 | Italia (bandiera)              | D     | Patrick Kalambay     |
| 28 | Italia (bandiera)              | D     | Stefano Lombardi     |
| 33 | Italia (bandiera)              | C     | Emiliano Tarana      |
| 55 | Italia (bandiera)              | P     | Piergraziano Gori    |
| 59 | Italia (bandiera)              | A     | Pasquale Luiso       |
| 77 | Italia (bandiera)              | D     | Luca Antonini        |
| 79 | Italia (bandiera)              | D     | Daniele Daino        |
| 81 | Italia (bandiera)              | P     | Marco Roccati        |
| 83 | Italia (bandiera)              | P     | Roberto Mocci        |

## Risultati

### Serie B

#### Girone di andata
| Arbitro: | De Marco (Chiavari) |

|                      |           |                   |
| Graffiedi 35’ (rig.) | Marcatori | 89’ (rig.) Yllana |

| Arbitro: | Bertini (Arezzo) |

|             |           |           |
| Dionigi 73’ | Marcatori | 70’ Maini |

| Arbitro: | Nucini (Bergamo) |

|                                      |           |                           |
| Ganz 8’, 67’ Maini 14’ Graffiedi 33’ | Marcatori | 31’ (rig.), 90+2’ Maniero |

| Arbitro: | Bertini (Arezzo) |

|            |           |           |
| Schwoch 6’ | Marcatori | 21’ Maini |

| Arbitro: | Pieri (Genova) |

|               |           |           |
| Graffiedi 49’ | Marcatori | 66’ Frick |

| Catania 5 ottobre 2002 6ª giornata | Catania           | 0 – 0 | Ancona | Stadio Cibali (14 298 spett.)\| Arbitro: \| Messina (Bergamo) \| |
| Arbitro:                           | Messina (Bergamo) |       |        |                                                                  |

| Arbitro: | Bergonzi (Genova) |

|                |           |                |
| Montervino 21’ | Marcatori | 15’ Tiribocchi |

| Arbitro: | Rizzoli (Bologna) |

|            |           |             |
| Magoni 36’ | Marcatori | 14’ Bazzani |

| Arbitro: | Farina (Novi Ligure) |

|  |           |                |
|  | Marcatori | 48’, 62’ Luiso |

| Arbitro: | Dattilo (Locri) |

|                |           |          |
| Maini 22’, 44’ | Marcatori | 4’ Sullo |

| Arbitro: | Cassarà (Palermo) |

|                                                    |           |                     |
| Fava Passaro 11’ Maltagliati 41’ (aut.) Zanini 74’ | Marcatori | 9’ Ganz 89’ Perović |

| Arbitro: | Pellegrino (Barcellona Pozzo di Gotto) |

|            |           |  |
| Tarana 76’ | Marcatori |  |

| Arbitro: | Saccani (Mantova) |

|             |           |  |
| Fontana 30’ | Marcatori |  |

| Bari 1º dicembre 2002 14ª giornata | Bari               | 0 – 0 | Ancona | Stadio San Nicola (2 965 spett.)\| Arbitro: \| Palmieri (Cosenza) \| |
| Arbitro:                           | Palmieri (Cosenza) |       |        |                                                                      |

| Arbitro: | Treossi (Forlì) |

|                      |           |           |
| Maini 43’ Degano 69’ | Marcatori | 49’ Suazo |

| Arbitro: | Cannella (Palermo) |

|                                                     |           |                                 |
| Mhadhebi 45’ Mihalcea 49’ Codrea 65’ Carparelli 90’ | Marcatori | 14’ Degano 62’ (rig.) Graffiedi |

| Arbitro: | Girardi (San Donà di Piave) |

|            |           |                                             |
| Degano 83’ | Marcatori | 27’ Piangerelli 36’ Chevantón 58’ Abruzzese |

| Arbitro: | Palmieri (Cosenza) |

|                              |           |                                             |
| Poggi 17’ (rig.), 68’ (rig.) | Marcatori | 2’ Ganz 6’ Graffiedi 69’ Perović 88’ Tarana |

| Arbitro: | Preschern (Mestre) |

|               |           |  |
| Perović 90+1’ | Marcatori |  |

#### Girone di ritorno
| Arbitro: | Dattilo (Locri) |

|  |           |          |
|  | Marcatori | 30’ Ganz |

| Arbitro: | Palanca (Roma) |

|                   |           |                    |
| Ganz 9’, 71’, 90’ | Marcatori | 22’, 90+6’ Dionigi |

| Arbitro: | De Marco (Chiavari) |

|  |           |               |
|  | Marcatori | 17’ Graffiedi |

| Arbitro: | Castellani (Verona) |

|                                    |           |               |
| Bolić 10’ Graffiedi 54’ Magoni 57’ | Marcatori | 36’ Marcolini |

| Arbitro: | Palanca (Roma) |

|                 |           |  |
| M. Esposito 53’ | Marcatori |  |

| Arbitro: | Pieri (Genova) |

|                           |           |  |
| Bolić 62’ Ganz 80’ (rig.) | Marcatori |  |

| Siena 17 marzo 2003 26ª giornata | Siena             | 0 – 0 | Ancona | Stadio Artemio Franchi (8 333 spett.)\| Arbitro: \| Rizzoli (Bologna) \| |
| Arbitro:                         | Rizzoli (Bologna) |       |        |                                                                          |

| Arbitro: | Palanca (Roma) |

|                             |           |           |
| Flachi 27’ (rig.) Conte 55’ | Marcatori | 79’ Budan |

| Arbitro: | Brighi (Cesena) |

|                             |           |           |
| Ganz 35’, 47’ Schenardi 38’ | Marcatori | 72’ Luiso |

| Arbitro: | Gabriele (Frosinone) |

|            |           |           |
| Amauri 66’ | Marcatori | 67’ Budan |

| Arbitro: | Collina (Viareggio) |

|                                                   |           |  |
| Schenardi 29’ Graffiedi 45+2’ (rig.) Antonini 80’ | Marcatori |  |

| Cosenza 19 aprile 2003 31ª giornata | Cosenza            | 0 – 0 | Ancona | Stadio San Vito (1 627 spett.)\| Arbitro: \| Ayroldi (Molfetta) \| |
| Arbitro:                            | Ayroldi (Molfetta) |       |        |                                                                    |

| Arbitro: | Preschern (Mestre) |

|            |           |            |
| Magoni 31’ | Marcatori | 6’ Tentoni |

| Arbitro: | Castellani (Verona) |

|               |           |                       |
| Graffiedi 72’ | Marcatori | 8’ Spinesi 63’ Valdés |

| Arbitro: | Girardi (San Donà di Piave) |

|                         |           |           |
| Cammarata 71’ Suazo 75’ | Marcatori | 78’ Budan |

| Arbitro: | Bertini (Arezzo) |

|           |           |  |
| Maini 54’ | Marcatori |  |

| Arbitro: | Farina (Novi Ligure) |

|                                      |           |             |
| Maltagliati 13’ (aut.) Di Vicino 86’ | Marcatori | 52’ Perović |

| Arbitro: | Paparesta (Bari) |

|                    |           |                    |
| Perović 41’, 90+4’ | Marcatori | 82’ (rig.) Fantini |

| Arbitro: | Bertini (Arezzo) |

|            |           |           |
| Protti 71’ | Marcatori | 50’ Daino |

### Coppa Italia

#### Girone 5
| Arbitro: | Cruciani (Pesaro) |

|                                     |           |  |
| Ganz 59’, 67’ Montervino 89’ (rig.) | Marcatori |  |

| Arbitro: | Bertini (Arezzo) |

|                      |           |                 |
| Chevantón 35’ (rig.) | Marcatori | 45’, 47’ Tarana |

| Arbitro: | Gabriele (Frosinone) |

|  |           |                |
|  | Marcatori | 86’ Montervino |

#### Secondo Turno
| Arbitro: | Dondarini (Finale Emilia) |

|         |           |               |
| Ganz 1’ | Marcatori | 30’ Filippini |

| Arbitro: | Pellegrino (Barcellona Pozzo di Gotto) |

|               |           |                                       |
| Matuzalém 18’ | Marcatori | 10’ Robbiati 16’ Degano 20’ Graffiedi |

#### Ottavi di finale
| Arbitro: | Saccani (Mantova) |

|             |           |              |
| Robbiati 5’ | Marcatori | 45’ Leonardo |

| Arbitro: | Pieri (Genova) |

|                                                           |           |         |
| Rui Costa 9’ Tomasson 12’, 39’ Borriello 69’ Leonardo 88’ | Marcatori | 7’ Ganz |

## Statistiche
Statistiche aggiornate al 7 giugno 2003.

### Statistiche di squadra
| Competizione | Punti | In casa | In casa | In casa | In casa | In casa | In casa | In trasferta | In trasferta | In trasferta | In trasferta | In trasferta | In trasferta | Totale | Totale | Totale | Totale | Totale | Totale | DR  |
| Competizione | Punti | G       | V       | N       | P       | Gf      | Gs      | G            | V            | N            | P            | Gf           | Gs           | G      | V      | N      | P      | Gf     | Gs     | DR  |
| ------------ | ----- | ------- | ------- | ------- | ------- | ------- | ------- | ------------ | ------------ | ------------ | ------------ | ------------ | ------------ | ------ | ------ | ------ | ------ | ------ | ------ | --- |
| Serie B      | 61    | 19      | 12      | 5       | 2       | 34      | 19      | 19           | 4            | 8            | 7            | 19           | 21           | 38     | 16     | 13     | 9      | 53     | 40     | +13 |
| Coppa Italia | -     | 3       | 1       | 2       | 0       | 5       | 2       | 4            | 3            | 0            | 1            | 7            | 7            | 7      | 4      | 2      | 1      | 12     | 9      | +3  |
| Totale       | -     | 22      | 13      | 7       | 2       | 39      | 21      | 23           | 7            | 8            | 8            | 26           | 28           | 45     | 20     | 15     | 10     | 65     | 49     | +16 |

### Statistiche dei giocatori
| Giocatore      | Serie B  | Serie B | Serie B     | Serie B    | Coppa Italia | Coppa Italia | Coppa Italia | Coppa Italia | Totale   | Totale | Totale      | Totale     |
| Giocatore      | Presenze | Reti    | Ammonizioni | Espulsioni | Presenze     | Reti         | Ammonizioni  | Espulsioni   | Presenze | Reti   | Ammonizioni | Espulsioni |
| -------------- | -------- | ------- | ----------- | ---------- | ------------ | ------------ | ------------ | ------------ | -------- | ------ | ----------- | ---------- |
| L. Antonini    | 17       | 1       | 2           | 0          | 2            | 0            | 0            | 0            | 19       | 1      | 2           | 0          |
| D. Bolić       | 31       | 2       | 10          | 0          | 5            | 0            | 0            | 0            | 36       | 2      | 10          | 0          |
| I. Budan       | 15       | 3       | 0           | 0          | -            | -            | -            | -            | 15       | 3      | 0           | 0          |
| D. Daino       | 30       | 1       | 4           | 0          | 7            | 0            | 0            | 0            | 37       | 1      | 4           | 0          |
| D. Degano      | 13       | 3       | 0           | 0          | 4            | 1            | 0            | 0            | 17       | 4      | 0           | 0          |
| T. De Patre    | 15       | 0       | 2           | 0          | 3            | 0            | 0            | 0            | 18       | 0      | 2           | 0          |
| G. Dicara      | 23       | 0       | 7           | 0          | 2            | 0            | 1            | 0            | 25       | 0      | 8           | 0          |
| M. Ganz        | 29       | 11      | 1           | 0          | 5            | 4            | 0            | 0            | 34       | 15     | 1           | 0          |
| M. Giacobbo    | 1        | 0       | 0           | 0          | 4            | 0            | 0            | 0            | 5        | 0      | 0           | 0          |
| P. Gori        | 2        | -3      | 0           | 0          | 2            | -5           | 0            | 0            | 4        | -8     | 0           | 0          |
| M. Graffiedi   | 37       | 9       | 0           | 0          | 5            | 1            | 0            | 0            | 42       | 10     | 0           | 0          |
| S. Lombardi    | 13       | 0       | 6           | 1          | 3            | 0            | 0            | 0            | 16       | 0      | 6           | 1          |
| P. Luiso       | 10       | 2       | 1           | 0          | 3            | 0            | 1            | 0            | 13       | 2      | 2           | 0          |
| O. Magoni      | 33       | 3       | 11          | 1          | 5            | 0            | 1            | 0            | 38       | 3      | 12          | 1          |
| G. Maini       | 22       | 7       | 3           | 0          | 2            | 0            | 0            | 0            | 24       | 7      | 3           | 0          |
| R. Maltagliati | 36       | 0       | 1           | 0          | 5            | 0            | 0            | 0            | 41       | 0      | 1           | 0          |
| F. Montervino  | 16       | 1       | 6           | 1          | 7            | 2            | 1            | 0            | 23       | 3      | 7           | 1          |
| S. Mundula     | 7        | 0       | 3           | 0          | 1            | 0            | 0            | 0            | 8        | 0      | 3           | 0          |
| A. Mussi       | -        | -       | -           | -          | 1            | 0            | 0            | 0            | 1        | 0      | 0           | 0          |
| G. Passiglia   | 2        | 0       | 0           | 0          | -            | -            | -            | -            | 2        | 0      | 0           | 0          |
| M. Peccarisi   | -        | -       | -           | -          | 2            | 0            | 0            | 0            | 2        | 0      | 0           | 0          |
| M. Perović     | 30       | 6       | 5           | 0          | 4            | 0            | 2            | 0            | 34       | 6      | 7           | 0          |
| A. Robbiati    | 12       | 0       | 2           | 0          | 2            | 2            | 0            | 0            | 14       | 2      | 2           | 0          |
| S. Russo       | 32       | 0       | 8           | 0          | 6            | 0            | 1            | 0            | 38       | 0      | 9           | 0          |
| M. Scaglia     | 3        | 0       | 0           | 0          | 2            | 0            | 0            | 0            | 5        | 0      | 0           | 0          |
| A. Scarpi      | 37       | -37     | 4           | 0          | 5            | -4           | 0            | 0            | 42       | -41    | 4           | 0          |
| M. Schenardi   | 30       | 2       | 6           | 0          | 6            | 0            | 0            | 0            | 36       | 2      | 6           | 0          |
| E. Tarana      | 33       | 2       | 5           | 1          | 5            | 2            | 2            | 0            | 38       | 4      | 7           | 1          |